# Шёпсталь
Шёпсталь (нем. Schöpstal) — община в Германии, в земле Саксония. Подчиняется административному округу Дрезден. Входит в состав района Гёрлиц. Подчиняется управлению Вайссер Шёпс/Найссе. Население составляет 2550 человек (на 31 декабря 2010 года). Занимает площадь 29,62 км².
Община подразделяется на 4 сельских округа.

## Население
| Год  | Численность | Численность |
| ---- | ----------- | ----------- |
| 2017 | 2424        | [ 1 ]       |
| 2019 | 2394        | [ 3 ]       |
| 2021 | 2389        | [ 4 ]       |
| 2022 | 2409        | [ 5 ]       |
| 2023 | 2369        | [ 2 ]       |